# 厲汝燕
厲汝燕（1888年—1944年），字翼之，籍贯浙江定海，出生于清朝的上海， 是一位中国飛行員。 1911年10月成为第一位获得皇家航空俱乐部证书的中国飞行员。曾任南苑航空学校总教官、校长，后任教于中央陆军军官学校。

## 生平
厲汝燕曾前往英国伦敦学习，并于1909年從倫敦納生布敦工業學校毕业。一年后，他进入布里斯托飛機公司旗下的学校学习航空和飞机设计。  1911年10月17日，厲汝燕成为第一位获得皇家航空俱乐部证书的中国飞行员。 
1911年，陳其美電召厲汝燕回國，於是其购买了两架鴿式單翼機並將其带回中国。武昌起義爆發後，厲汝燕出任滬軍都督府航空队长。1912年4月13日至14日，厲汝燕為慶祝辛亥革命的成功，駕駛鴿式單翼機在上海江湾跑马场上空盤旋並散發傳單。同年出任卫戍司令部交通团副團長。 :163
:451913年9月，厲汝燕出任南苑航空学校主任教官。1914年，陆军总长段祺瑞指令南苑航空学校航空队鎮壓白朗起義，于是厉汝燕等人驾驶4架飞机对进入河南、陕西和甘肃地区的白朗军分段进行侦察和轰炸。1918年，他出任南苑航空学校校长。1924年4月21日，中华民国北京政府授予厉汝燕陆军少将軍銜。
北伐戰爭後，厲汝燕出任中央陆军军官学校航空班副主任。
1930年代末，厉汝燕因为身体等原因離開航空界，1944年病逝。